# Henri Saby
Pour les articles homonymes, voir Saby.
Henri Saby, né le 8 août 1933 à Toulouse (Haute-Garonne) et mort dans cette même ville le 17 juin 2011, est un homme politique français.

## Détail des fonctions et des mandats
Mandats parlementaires
- 17 juin 1981 - 23 juillet 1984 : Député européen
- 24 juillet 1984 - 24 juillet 1989 : Député européen
- 25 juillet 1989 - 18 juillet 1994 : Député européen

Mandats locaux
- 1975 - mars 1977 : maire d'Ayguesvives
- mars 1977 - mars 1983 : maire d'Ayguesvives
- 1978 - 1980 : conseiller régional de Midi-Pyrénées
- mars 1983 - mars 1989 : maire d'Ayguesvives
- mars 1989 - 1990 : maire d'Ayguesvives